# Villebazy
Villebazy es una comuna francesa situada en el departamento del Aude, en la región de Occitania.